# Silbervogel

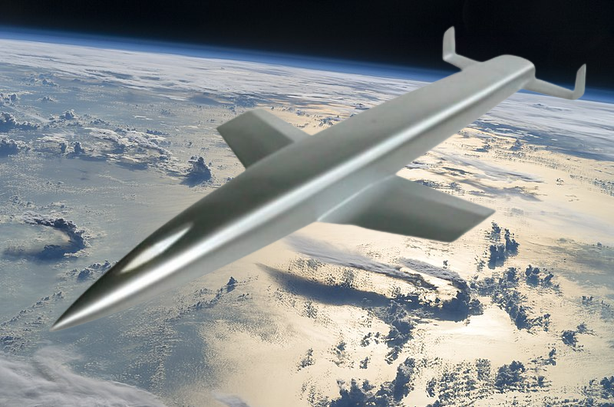
Representación 3D del Silvervogel.

Silbervogel, término alemán que significa Pájaro de Plata, fue un diseño de bombardero sub-orbital propulsado por un motor cohete, ideado por Eugen Sänger e Irene Bredt a finales de la década de 1930.

## Historia

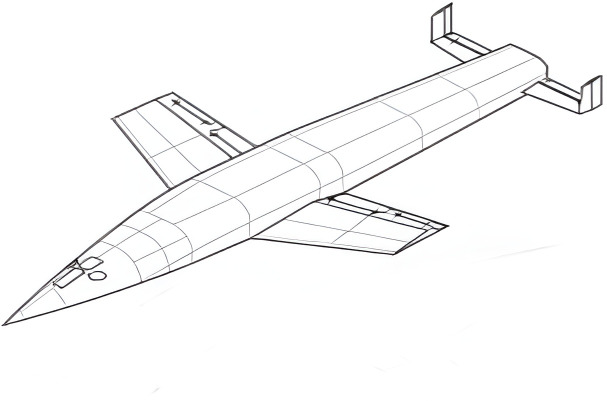
Representación bidimensional del Silvervogel.

A veces se refieren a él como el Amerika Bomber por antonomasia, sin embargo fue solo uno de los diseños considerados para esa misión. El avión recibió el nombre gracias al color metálico de su fuselaje.

### Operación Paperclip
Cuando después de la Segunda Guerra Mundial, Walter Dornberger trató de suscitar el interés de sus nuevos jefes norteamericanos de la Operación Paperclip por el concepto de avión espacial, escogió el término diplomático de bombardero antipodal. El diseño era significativamente complejo, y como incorporaba nueva tecnología de cohetes y el principio de fuselaje sustentador, al final se consideró difícil y caro de producir. El diseño jamás pasó más allá de las pruebas del túnel de viento.

### Mecanismo de vuelo
El Pájaro de Plata planteaba realizar pequeños "rebotes" en las capas superiores de la atmósfera para así poder volar grandes distancias.

### Despegue
El aeroplano comenzaría su misión en un riel de 3 km (2 millas) empujado por un motor cohete alimentado por gasolina y oxígeno. Tenía que lanzarse sobre un enorme trineo adjuntado a un monorriel de 3 kilómetros de largo alimentado por 36 motores basados en el cohete V2 (un misil balístico desarrollado en Alemania a principios de la Segunda Guerra Mundial). La nave debía acelerarse hasta unos 1900 kilómetros por hora y al final del monorriel iniciar el despegue. 30 segundos después del despegue tenía que empezar a funcionar el motor de propulsión de 100 toneladas de empuje del propio avión.

### Blanco
Estando en una altura suborbital podría colocarse en posición sobre Nueva York o Chicago y soltar una bomba probablemente nuclear.

El plan era explotar una bomba con arena radiactiva por encima de Nueva York, para que se formara una nube radiactiva que cubriera toda la ciudad"
 David Myhra,"The Nazi Plan To Bomb New York City". 

### Término de la misión
Una vez se deshiciera de la carga, el Pájaro de Plata descendería bajo la fuerza de la gravedad, reentraría en la atmósfera y se deslizaría hacia el territorio japonés en el Pacífico.

## Documental "El Plan Nazi para bombardear la ciudad de Nueva York."
Escrito por David Myhra, este documental de televisión del History Channel de 1 hora de duración narra el plan de Oberst Siegfried Knemeyer para obtener una máquina capaz de hacer explotar una bomba convencional de 5.000 libras generando una nube de arena radiactiva sobre la ciudad de Nueva York. El sílice radiactivo habría caído sobre la ciudad como copos de nieve que causarían enfermedad por radiación y la muerte a sus habitantes. Los líderes nazis creían que tras el ataque podrían obtener un alto el fuego o algún tipo de condición de entrega a los Aliados. Knemeyer fomentó la competencia entre tres científicos: Wernher von Braun y su A-9 pilotado, misiles A-10 y cohetes de refuerzo; Eugen Sänger y su bombardero suborbital cohete, reutilizable; y Reimar Horten con su bombardero ala-volante de seis turborreactores Ho 18A. El documental incluye entrevistas realizadas en el taller Horten de Göttingen; en el taller Sanger Tauen; y en el Centro Experimental de Cohetes de Peenemünde de von Braun. Presenta una animación digital en color generada por ordenador de Mario Merino con comentarios de David Myhra.

## Avión espacial Sänger II
El 18 de octubre de 1985 Messerschmidt-Boelkow-Bloehm (MBB) renovó los estudios sobre el avión espacial Sänger, esta vez un concepto  "piggyback" de despegue horizontal de dos etapas.